# Hipólito Yrigoyen
Hipólito Yrigoyen (Juan Hipólito del Sagrado Corazón de Jesús Yrigoyen Alem) (12. července 1852, Buenos Aires – 3. července 1933, Buenos Aires) byl devatenáctým a jednadvacátým prezidentem Argentiny (1916–22 a 1928–30).

## Kariéra
Jako člen radikální strany (Union Cívica Radical) byl v roce 1916, přes jeho nejasné politické směrování, zvolen prezidentem. Jeho první volební období skončilo v roce 1922. Podruhé byl zvolen v roce 1928. 24. prosince 1929 přežil bez jakékoliv újmy na zdraví atentát spáchaný italským anarchistou Gualteriem Marinellim. Jeho vláda byla předčasně ukončena v září 1930, kdy byl svržen vojenským pučem. Tohoto převratu se zúčastnil i pozdější prezident Juan Domingo Perón.